# NELLA Airlines Group
NELLA Airlines Group (NELLA Airlines Group Inc.) es un holding brasileño-estadounidense de aerolíneas con sede en Delaware, Estados Unidos. Fue fundado en 2020 por el ejecutivo brasileño Maurício Souza (CEO), cuando inició el proceso de certificación de su primera aerolínea, la brasileña Nella Linhas Aéreas. Posteriormente, adquirió la boliviana Amaszonas Líneas Aéreas (Amaszonas by Nella) y la venezolana Albatros Airlines (Albatros by Nella). 
En 2021, el grupo anunció que recibió un aporte de capital de US$350 millones de dólares del fondo saudita Falcon Vision Company para apoyar su proceso de adquisición, reestructuración y expansión de aerolíneas en Latinoamérica.

## Historia

### Fundación
El grupo con sede en Dalaware, Estados Unidos, fue fundado en 2020 por el ejecutivo brasileño Maurício Sousa, director general (CEO) de JKL Holdings. En el momento de su surgimiento, inició sus actividades con el proceso de creación y certificación de la aerolínea brasileña de bajo costo Nella Linhas Aéreas ante la Agencia Nacional de Aviación Civil (ANAC), que se convertiría en la primera compañía brasileña con capital 100% extranjero.

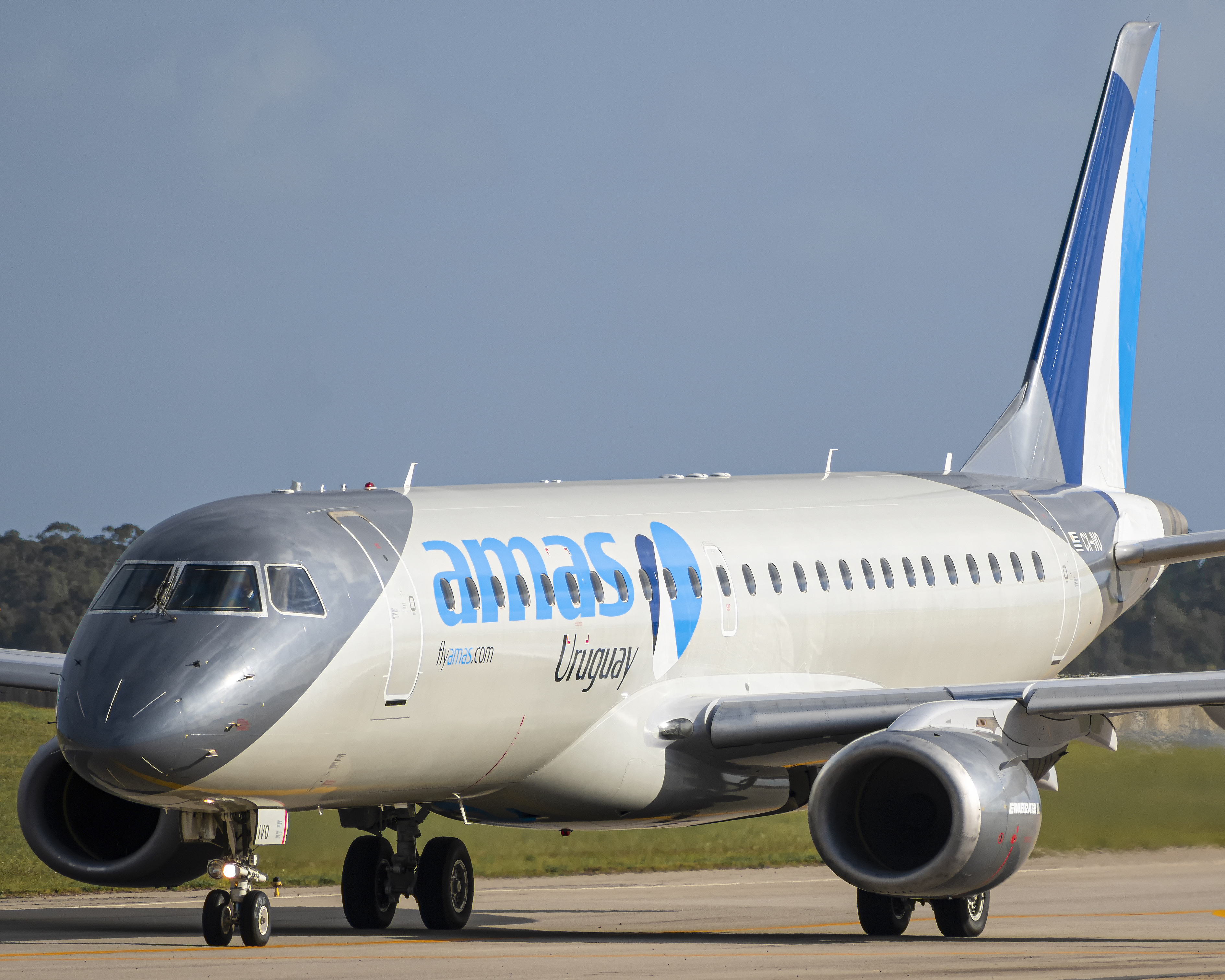
Embraer ERJ-190 de Amaszonas.

A pesar de las incertidumbres en torno a la credibilidad y factibilidad del grupo al momento de su fundación, al proponer crear una aerolínea en medio de la pandemia del coronavirus (COVID-19), en junio de 2021, anunció la adquisición de la aerolínea venezolana Albatros Airlines y menos de 30 días después, en agosto del mismo año, adquirió Amaszonas Líneas Aéreas, la aerolínea privada más grande de Bolivia, por US$50 millones de dólares. 
A finales de junio de 2021 anunció la firma de un contrato de arrendamiento (leasing) de aeronaves con GE Capital Aviation Services (GECAS) por cinco unidades del Airbus A320ceo y como parte del proceso para obtener el Certificado de Operador Aéreo (AOC) de Nella Linhas Aéreas, aprobó los manuales de operación del modelo con la autoridad de aviación civil de Brasil. Sin embargo, menos de un mes después, anunció la firma de un acuerdo estratégico con Boeing para operar aviones Boeing 737 y Boeing 777, renunciando así a los aviones de Airbus.

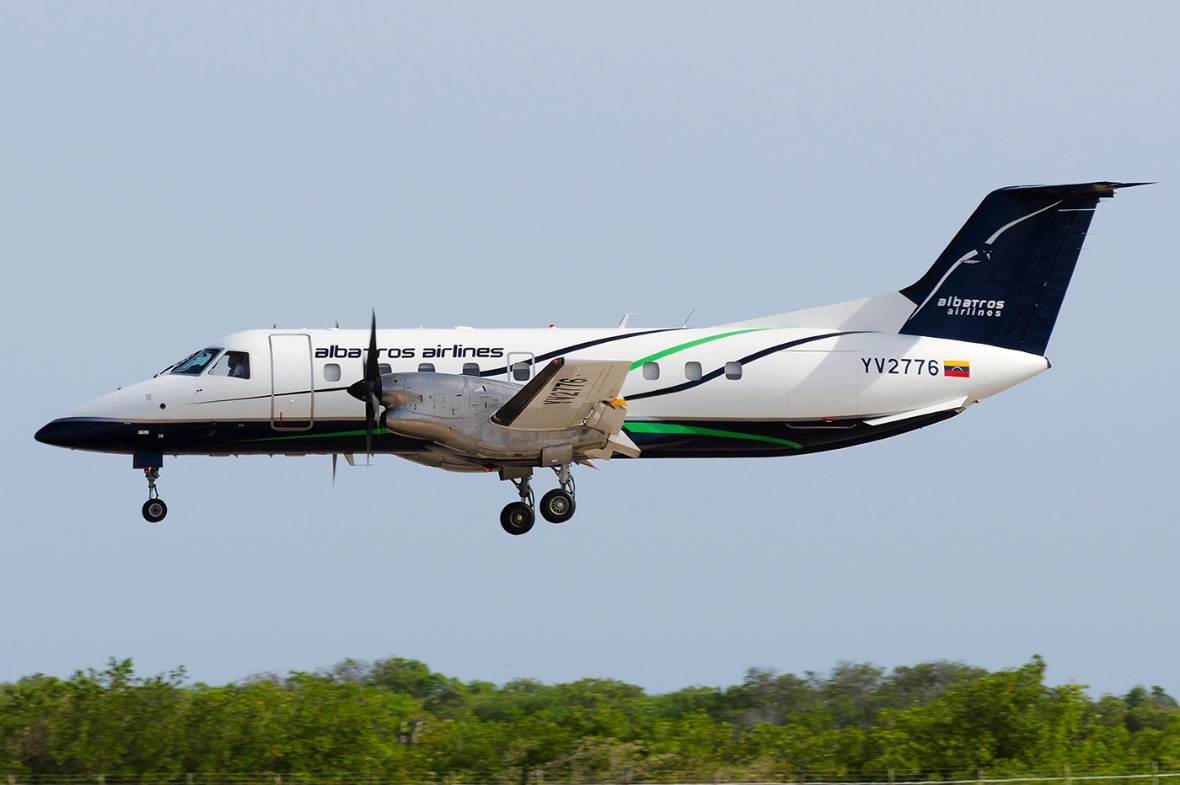
Embraer EMB-120 Brasília de Albatros Airlines.

En noviembre de 2021 anunció su intención de abrir una filial en Paraguay, obteniendo del gobierno paraguayo la concesión del nombre comercial de la tradicional Líneas Aéreas Paraguayas (LAP), antes aerolínea de bandera de ese país. En febrero de 2022, en una nueva incursión en Sudamérica, anunció también su intención de adquirir la argentina Andes Líneas Aéreas.

### Aeromar
El 7 de febrero de 2023, NELLA Airlines Group anunció que estaría negociando con la regional mexicana Aeromar la adquisición de operaciones y una inyección de capital para reestructurarla y salvarla de una inminente quiebra. Sin embargo, el 15 de febrero, la empresa se declaró en quiebra y suspendió definitivamente todas sus operaciones. Días después, Nella se manifestó a través de las redes sociales señalando que el acuerdo no prosperó porque Aeromar incumplió con una de las condiciones del contrato, que sería renegociar el pago de las deudas con los acreedores, el principal, el gobierno mexicano, que había fijado el 15 de febrero como fecha límite para el pago de la millonaria deuda que tenía la empresa.

### Viva Air
El 16 de febrero expresó al gobierno colombiano y Castlesouth Limited su interés en adquirir la aerolínea de bajo costo Viva Air en medio del embrollo que involucra también a Avianca, JetSMART y LATAM Airlines y el fallido proceso de fusión con la tradicional aerolínea colombiana, que derivó en la suspensión de todos los vuelos el 28 de febrero tras declararse insolvente.

## Filiales

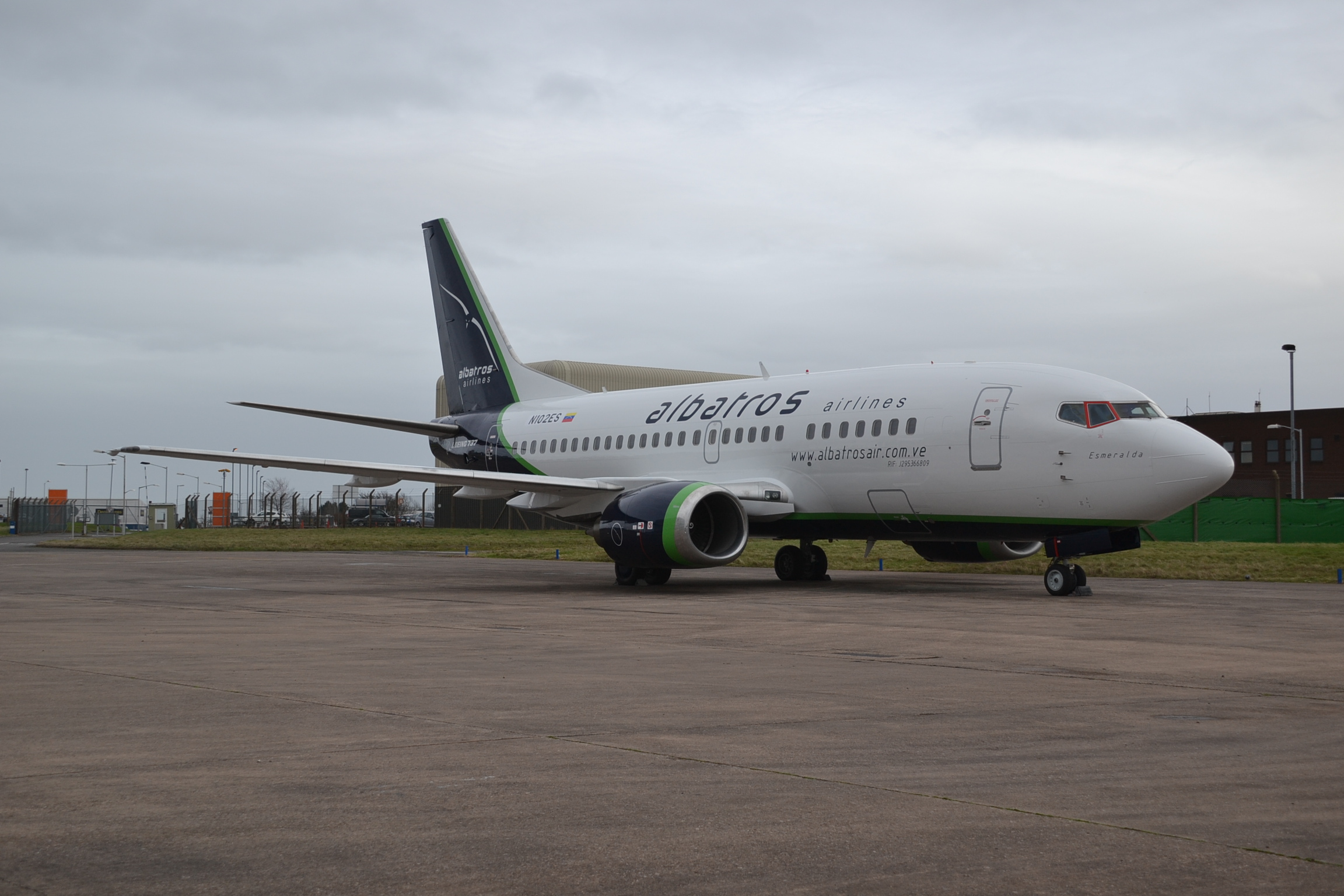
Boeing 737-500 de Albatros Airlines.

Poco después de su fundación e inversiones en Sudamérica, el holding controla ahora las aerolíneas Amaszonas Líneas Aéreas en Bolivia y Albatros Airlines en Venezuela, además de la aerolínea homónima en Brasil, Nella Linhas Aéreas, que, sin embargo, aún no ha despegado y su proceso de certificación se encuentra parado desde hace meses.
- Albatros by Nella
- Amaszonas by Nella
- Nella Linhas Aéreas

## Flota
A la fecha de 6 de marzo de 2023, la flota de NELLA Airlines Group está compuesta por las siguientes aeronaves: